# Gommiswald
Gommiswald é uma comuna da Suíça, localizada em Cantão São Galo, com cerca de 2.753 habitantes. Estende-se por uma área de 11,86 km², de densidade populacional de 232 hab/km². Confina com as seguintes comunas: Ebnat-Kappel, Ernetschwil, Kaltbrunn, Rieden, Uznach, Wattwil.
A língua oficial nesta comuna é o Alemão.